# Honda Inspire
Honda Inspire (Хонда Інспайр) — передньопривідний автомобіль, що має 4-дверний кузов типу седан, створений компанією Honda на основі моделі Honda Accord в 1989 році. Перша назва автомобіля Honda Accord Inspire, але починаючи з 1995 року воно звучить як Honda Inspire.

## Перше покоління CB5/CC2 і CC3 (1989—1995)

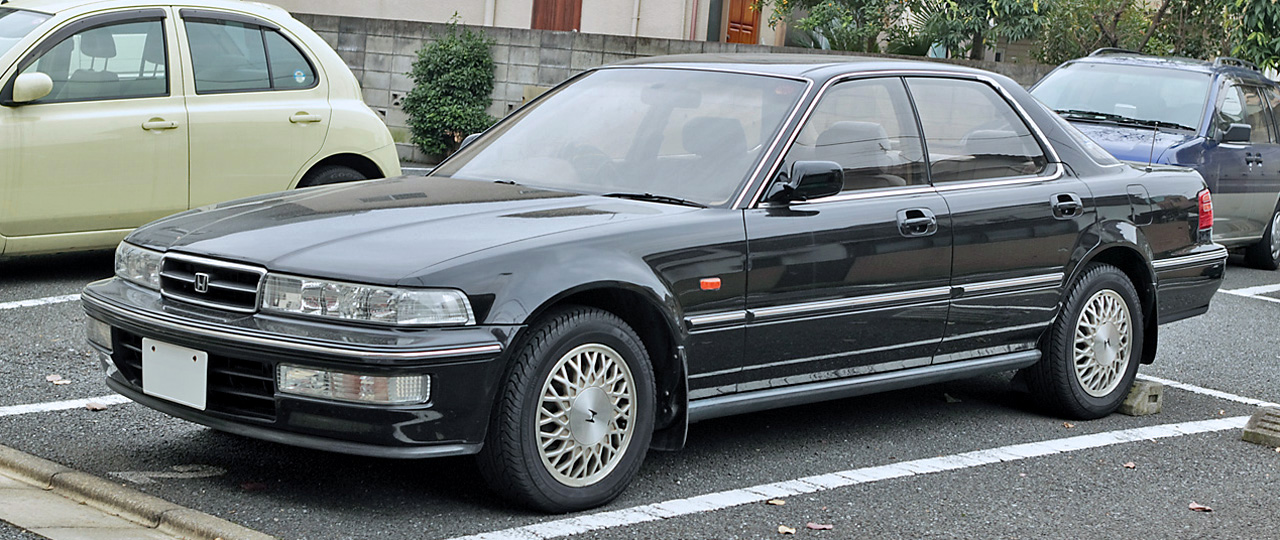
Honda Accord Inspire (1989—1995)

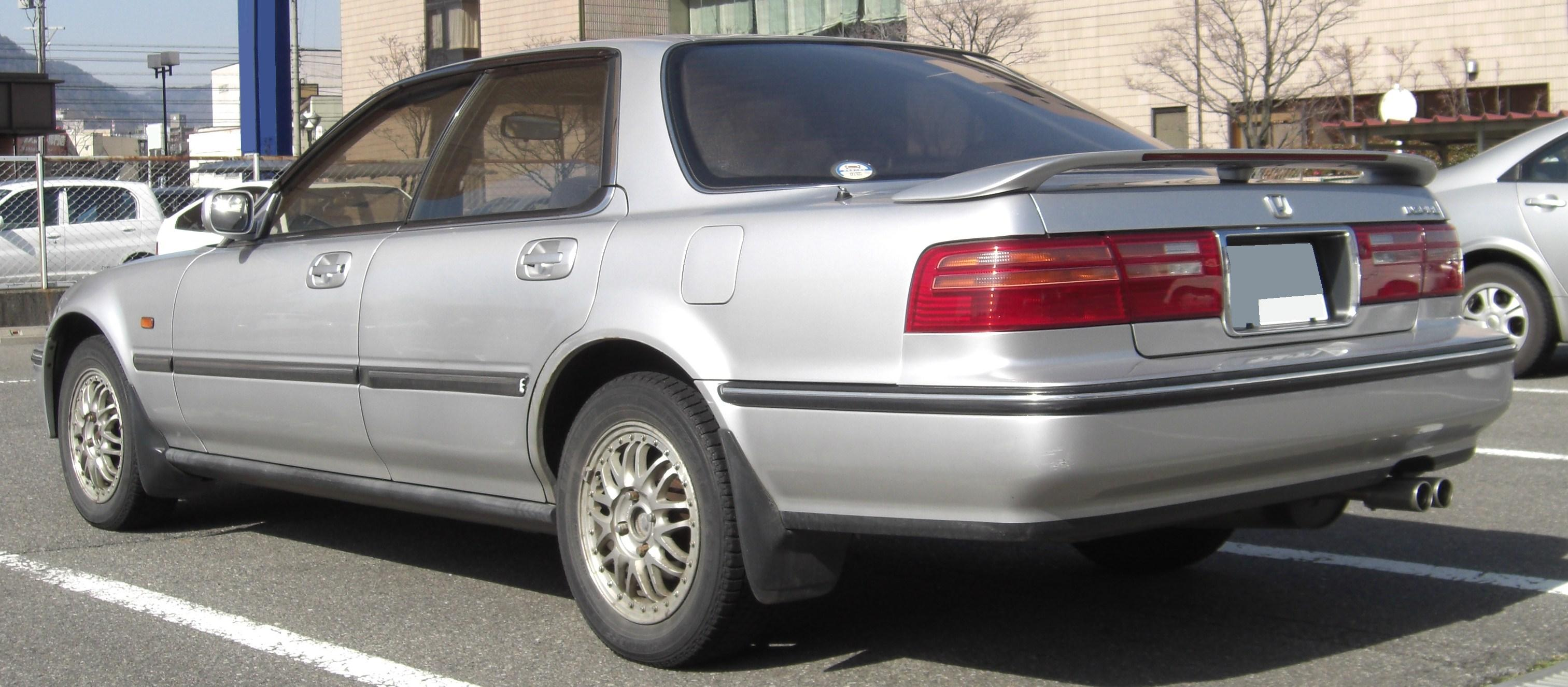
Honda Accord Inspire (1989—1995)

Inspire — це 4-дверний седан Hard Top, що належить до бізнес-класу. В ієрархії модельного ряду Honda цей автомобіль стоїть трохи вище Accord. Спочатку Inspire, створений на основі Accord шляхом збільшення колісної бази і використання нового 5-циліндрового двигуна, мав назву Accord Inspire. Пізніше, коли габарити його широкого кузова «доросли» до 3-го розміру (двері і крила стали товщі — ширина машини збільшилася на 8 сантиметрів, бампера і капот довше — довжина машини збільшилася на 14 сантиметрів), а в гамі двигунів з'явився новий 2.5- літровий 5-циліндровий мотор, в назві автомобіля залишилося тільки слово Inspire. В оформленні передньої частини кузова виділяються вузькі фари.
Випускалося з 1989 по 1992 рік, в кузові CB5, і з 1992 по 1995 рік в кузовах CC2 (2,5 літра) і СС3 (2 літри). Оснащувалося двигунами G20A, G25A. Всі автомобілі мали привід на передні колеса, і оснащувалися автоматичною коробкою перемиканням передач або 5-ступеневою механікою. Має «двійника» під назвою Honda Vigor (відрізняється формою бамперів, фар, ґрат радіатора, і стоп-сигналів).

### Двигуни
- 2.5 л G25A1 I5
- 2.0 л G20A1 I5

## Друге покоління UA2 (1995—1998)

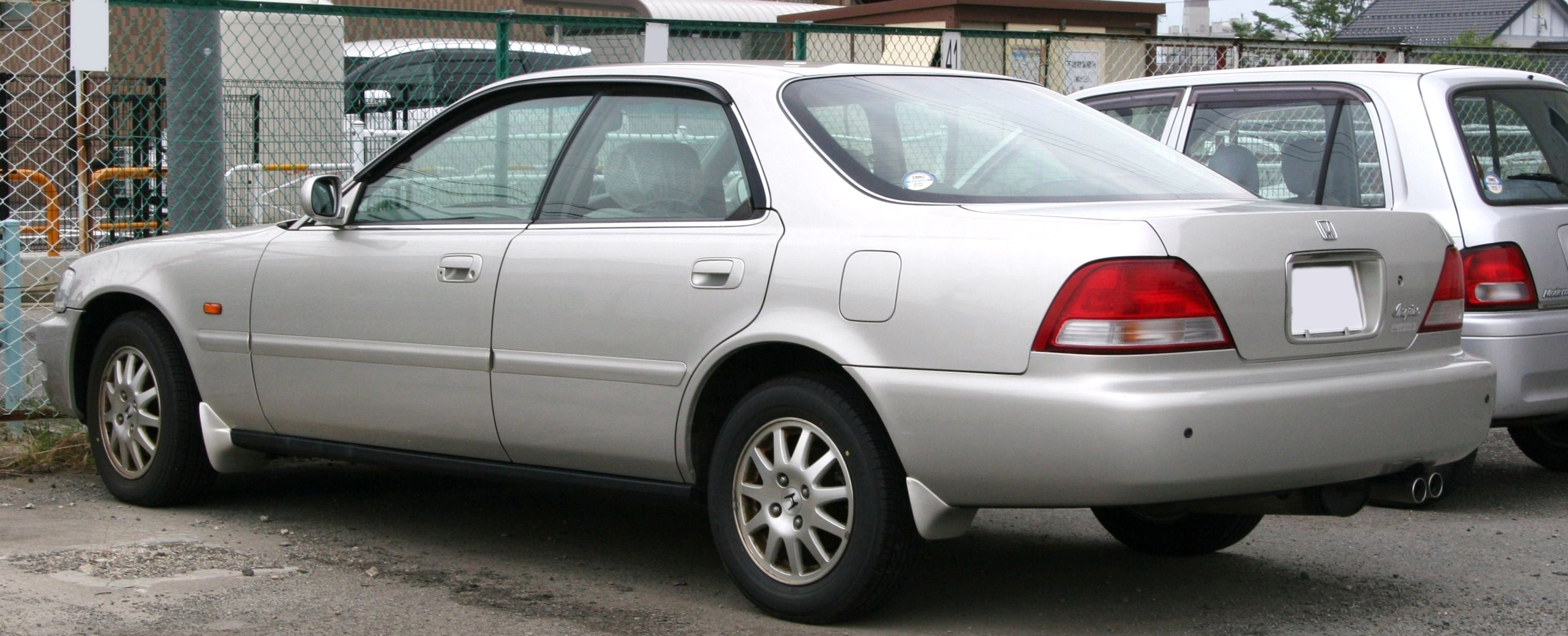

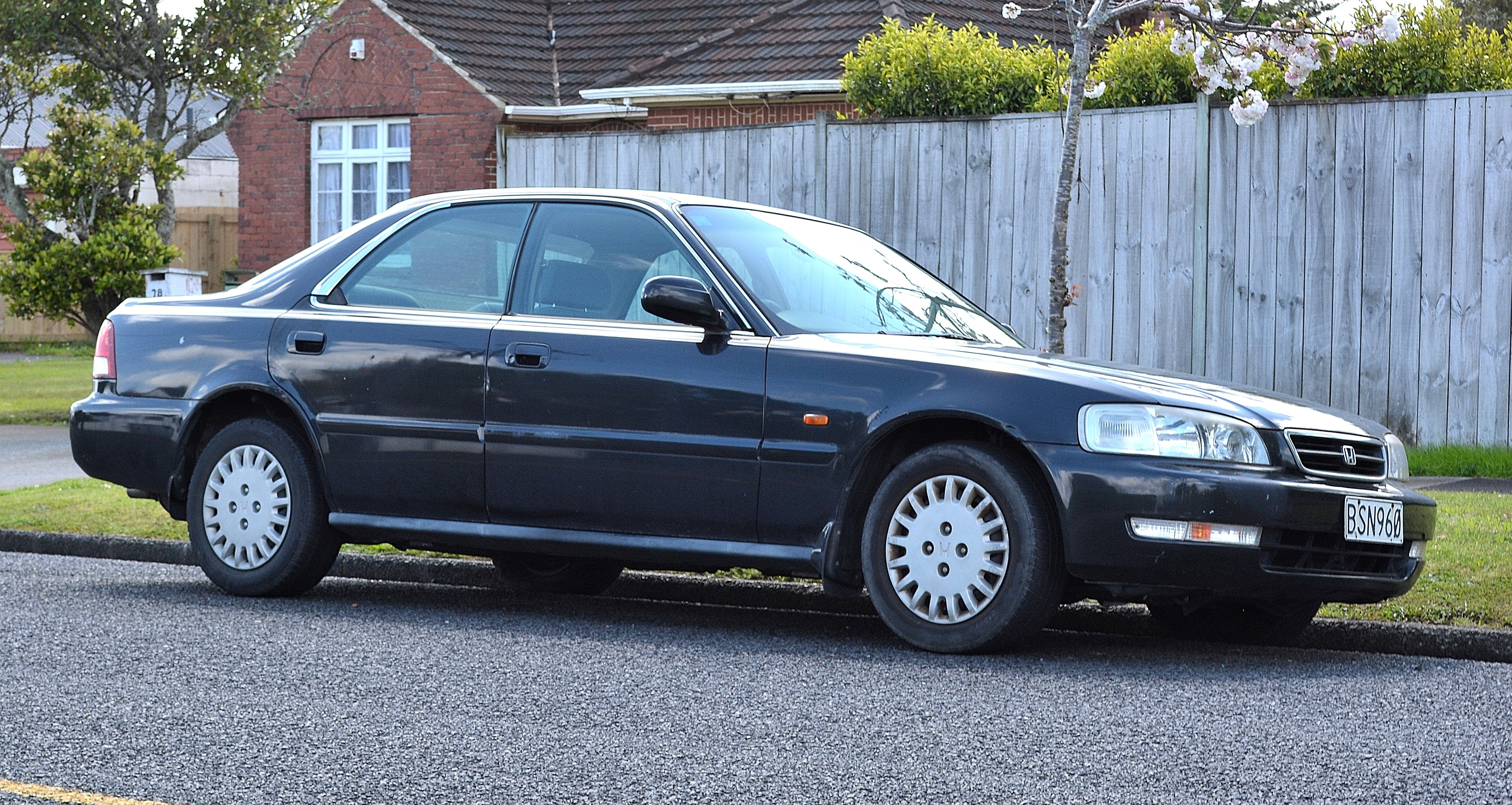
Honda Inspire 2 (1995—1998)

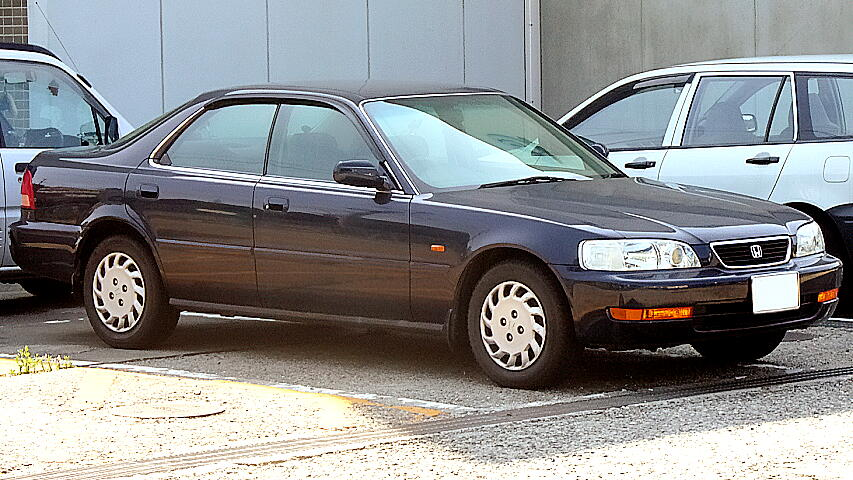
Honda Saber

Друге покоління Inspire випускалося з 1995 по 1998 рік. Оснащувалося двигунами G20A, G25A, C32A, розташованими поздовжньо. Всі автомобілі оснащувалися автоматичною коробкою передач і мали привід на передні колеса. Двигун G25A на цьому поколінні встановлювався в двох різних варіантах. У комплектації «S» — 190 кінських сил, а в інших комплектаціях 180. Зауважимо також, що на попереднє покоління встановлювався лише 190-сильний мотор. Так само в комплектації «S» крім більш потужного мотора встановлювалися інші колеса з 5 шпильками розмірністю 205/60R15 (з 1996 року), стабілізатор поперечної стійкості ззаду (також був на всіх машинах попереднього покоління) і змінена конструкція глушника. Більш потужний мотор відрізняється від свого менш сильного побратима зміненої ступенем стиснення, іншою формою кулачків розподільного вала і формою поршнів, а також «прошивкою». Відповідно цей мотор споживає якісніше пальне. Із закінченням випуску цієї моделі канув у небуття і легендарний рядний п'ятициліндровий двигун, в розробці якого брали участь інженери, які проєктували двигуни для F1 і цей мотор ввібрав в себе багато новітніх технологій.
Автомобілі з двигуном C32A мали дуже багату комплектацію і були копією автомобіля Acura TL 3.2 випускався для американського ринку. Цей двигун був розроблений інженерами американського підрозділу корпорації Honda і вже не мав фірмової хондовської риси (обертання колінчастого вала практично всіх двигунів Honda відбувається проти годинникової стрілки) — він крутиться як все — за годинниковою стрілкою. Відмінною особливістю 1-го і 2-го покоління цього автомобіля є відсутність рамок дверного скла (так званий кузов типу hardtop). З випуском наступних поколінь ця риса так само зникла. Від 2-х і 2,5-літрових версій моделі версія з 3,2 літра відрізнялася іншим переднім бампером, і капотом, сполученим з ґратами радіатора в єдине ціле (на 2, і 2,5 літрових моделях решітка радіатора виконана окремо, і при відкритті капота залишається на місці, між фар, а не підіймається як на 3,2-літрової версії).
Розподіл маси по осях складає 60 % на передню і 40 % на задню, що забезпечує відмінну курсову стійкість і високий комфорт. Двигун розташований під нахилом в 35° для зниження центра ваги. Коробка перемикання передач оснащена системою Prosmatec Type II (PROgressive, Shift schedule MAnagement TEChnology), завдяки якій досягається більш плавний рух по горбистій місцевості. Обсяг багажника становить 437 л. Автомобіль також продавався під назвою Honda Saber в дилерській мережі Honda Verno. (Відрізняється кольором сигналів повороту, і ґратами радіатора).

### Двигуни
- 3.2 л C32A5 V6
- 2.5 л G25A1 I5
- 2.0 л G20A1 I5

## Третє покоління UA5 (1998—2003)

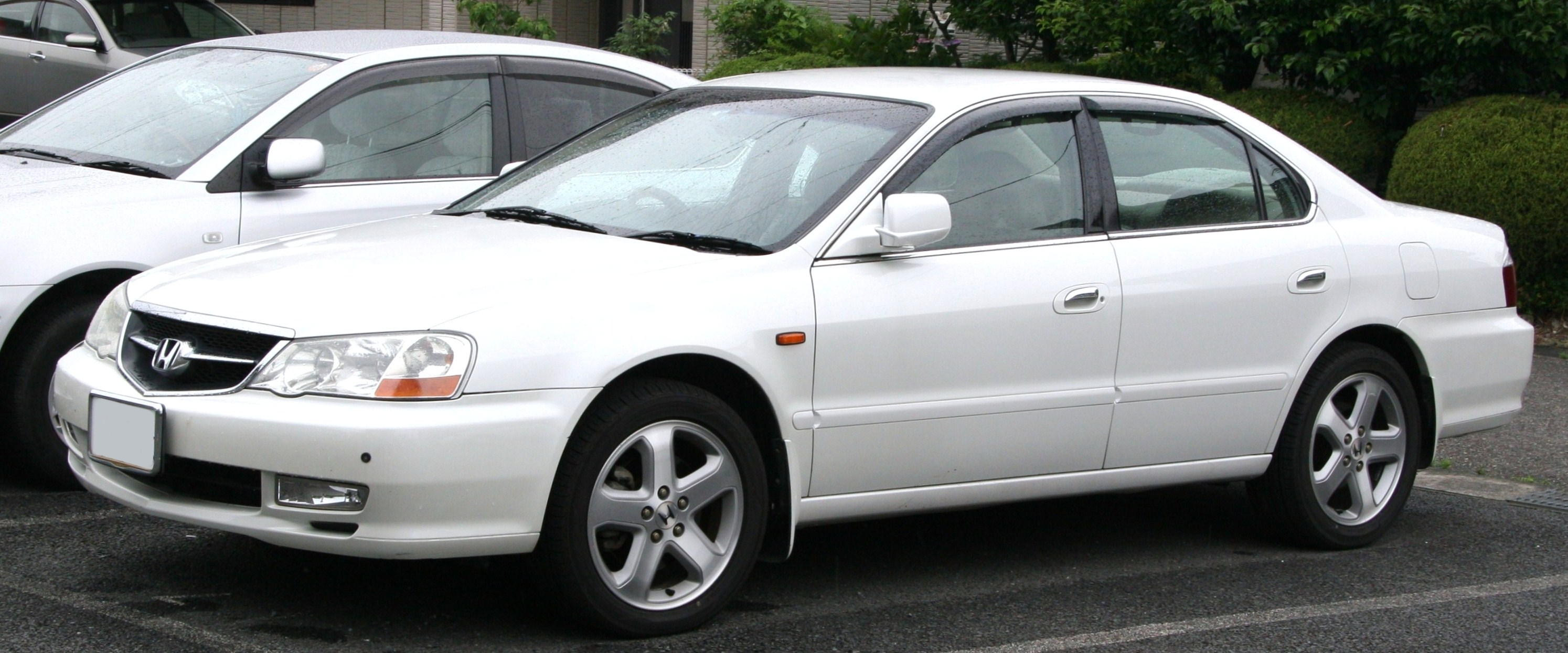
Honda Inspire 3 (1998—2003)

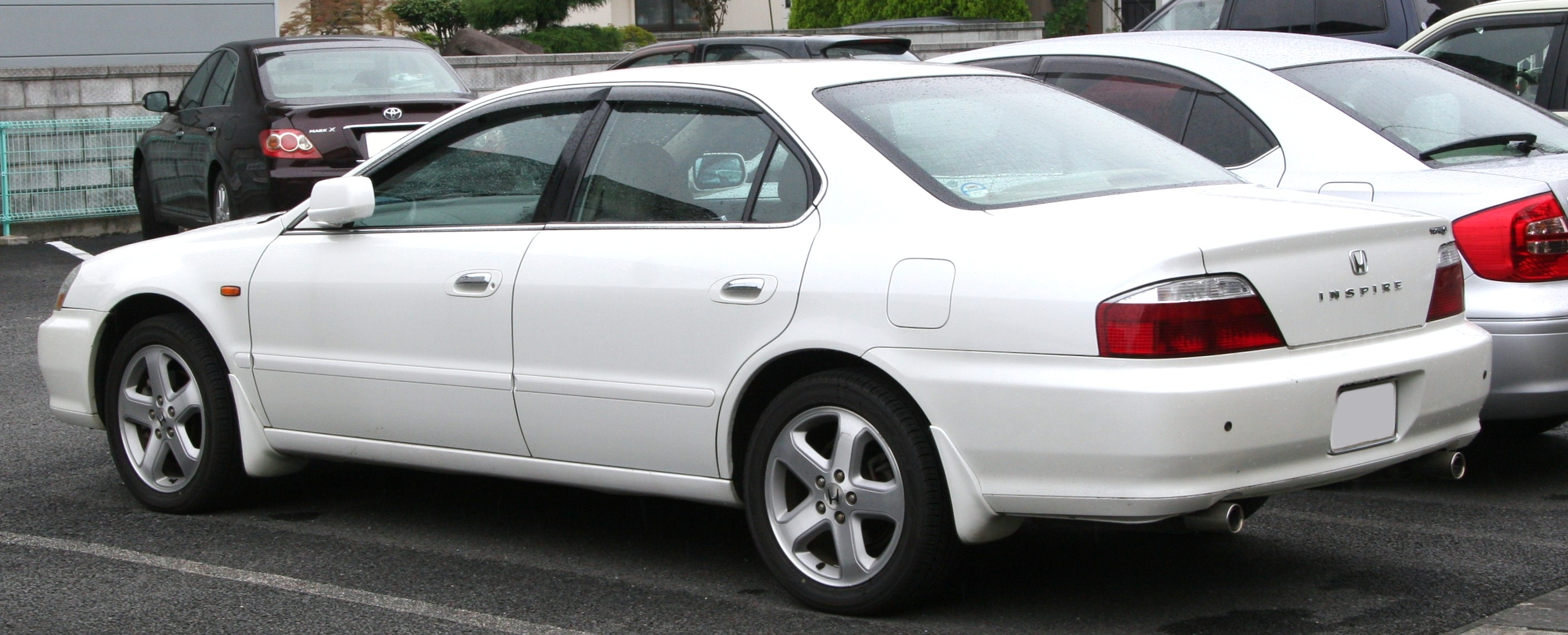
Honda Inspire 3 (1998—2003)

Третє покоління Inspire випускалося з 1998 по 2003 рік. Розробка і виробництво моделі перенесено в американське відділення Honda. Замість рядних 5-циліндрових двигунів, на автомобілі стали встановлювати V-подібні 6-циліндрові двигуни J25A і J32A. Всі автомобілі оснащувалися 4-х ступінчастою автоматичною коробкою передач і мали привід на передні колеса.
У порівнянні з попередніми поколіннями моделі кузов цього Inspire має більш витягнутий силует, що надає йому велику спортивність, характерну для всіх представників цієї моделі. Ходові характеристики машини повністю відповідають її зовнішньому іміджу. Замість традиційно використовуваного на цій моделі 5-циліндрового двигуна тут стали встановлювати V-подібні 6-циліндрові двигуни SOHC. Головним серед них є двигун об'ємом 2.5 л, а для любителів швидкої їзди Honda приготувала також і 3.2-літровий агрегат. Оснащується Inspire до 2001 року випуску 4-х ступеневою трансмісією, після 2001 року використовується 5-ти ступенева. Має «двійника» під назвою Honda Saber і Acura TL.

### Двигуни
- 3.2 л J32A1 VTEC V6
- 2.5 л J25A VTEC V6

## Четверте покоління UC1 (2003—2007)

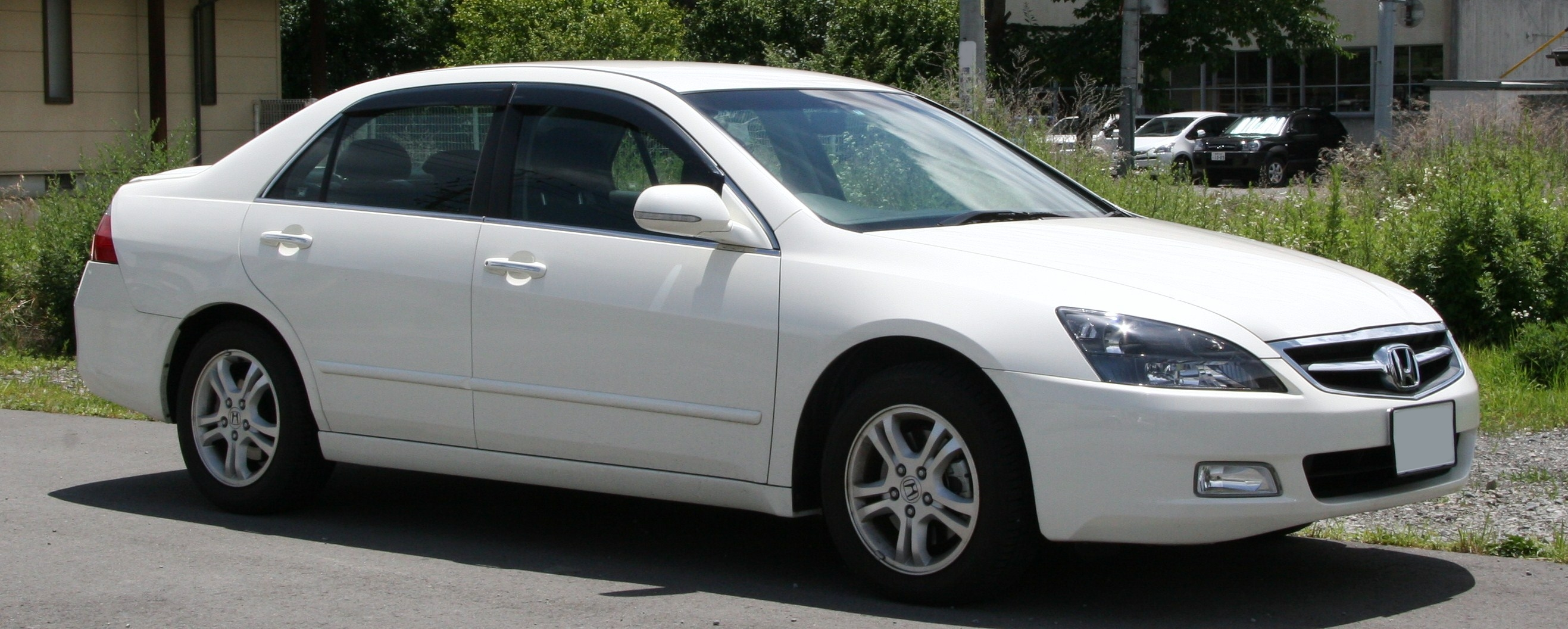
Honda Inspire 4 (2003—2007)

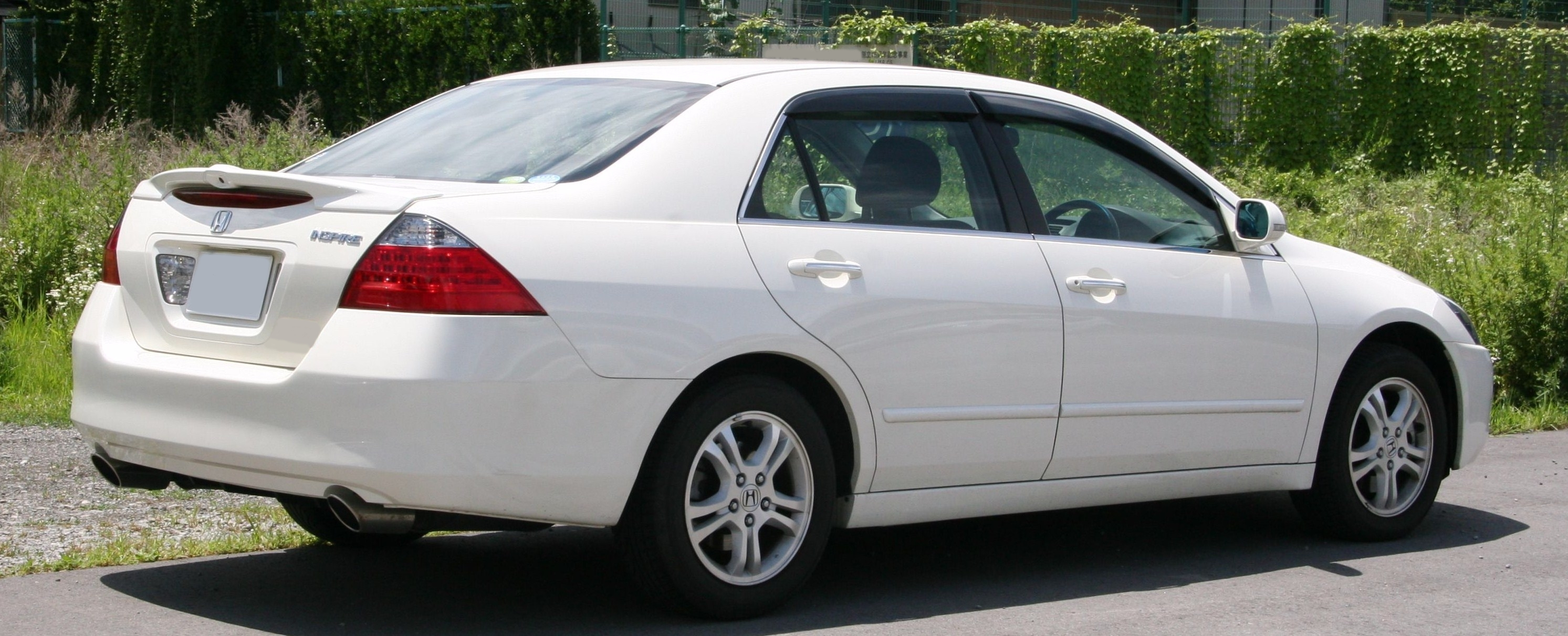
Honda Inspire 4 (2003—2007)

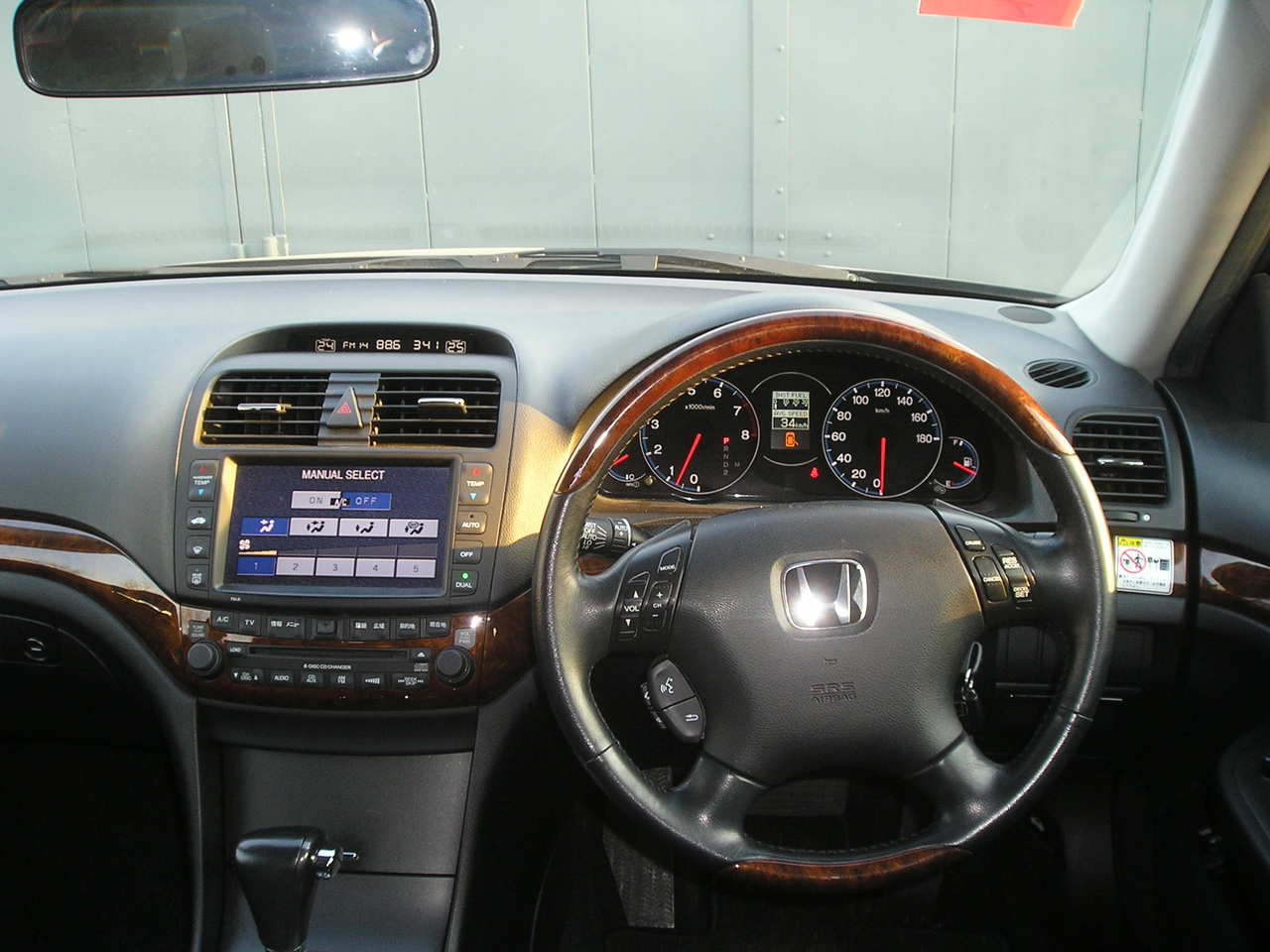

Honda Inspire четвертого покоління випускався з 2003 по 2007 роки. Оснащується V-образним 6-циліндровим двигуном J30A об'ємом 3.0 л (250 к.с.), Оснащеним системою i-vtec і системою припинення роботи половини циліндрів VCM. Всі автомобілі оснащуються 5-ступеневою автоматичною коробкою передач і мають привід на передні колеса.
Автомобіль є дещо зміненою версією Honda Accord 7 для ринку США.

### Двигуни
- 3.0 л J30A5 i-VTEC V6

## П'яте покоління CP3 (2007—2012)

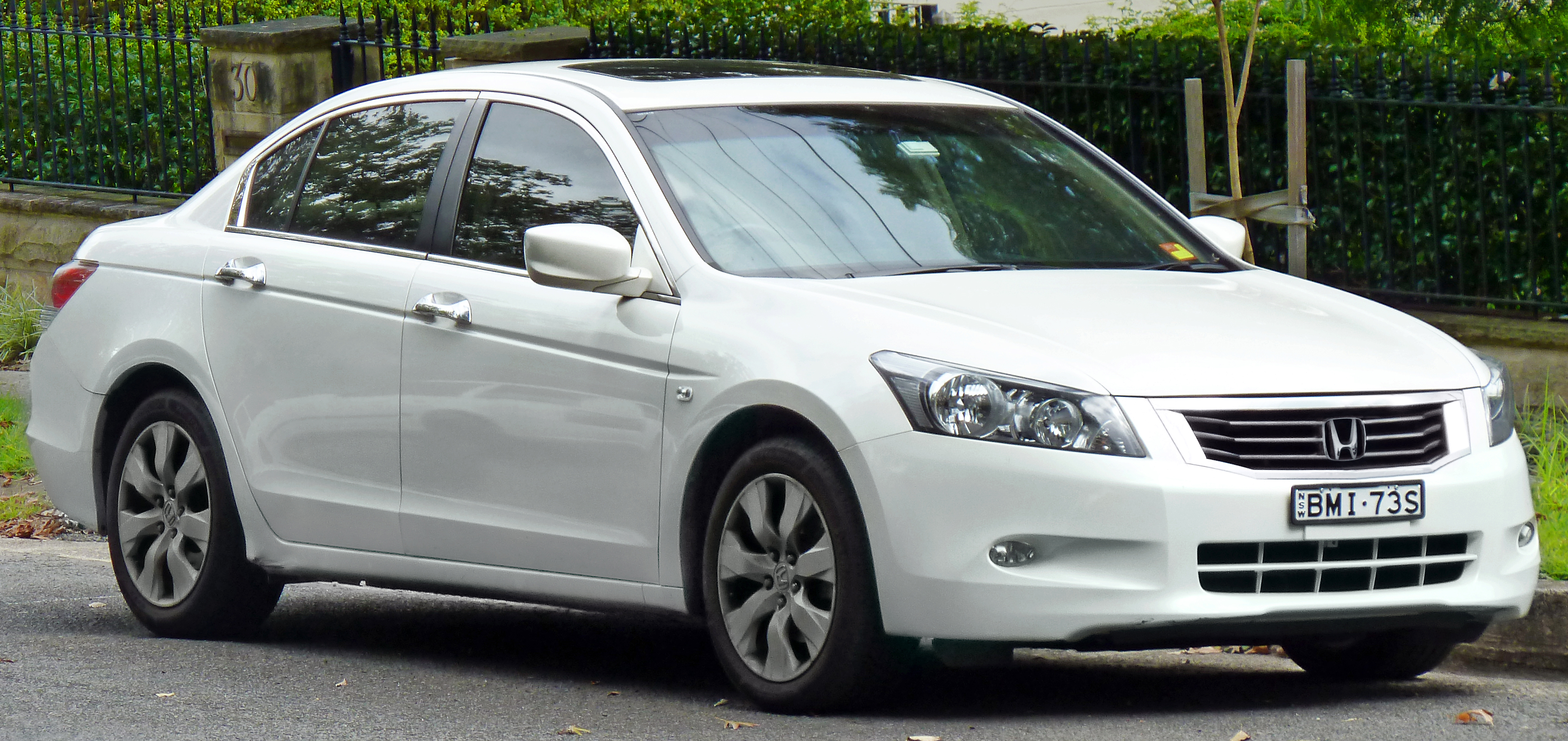
Honda Inspire 5 (2007—2012)

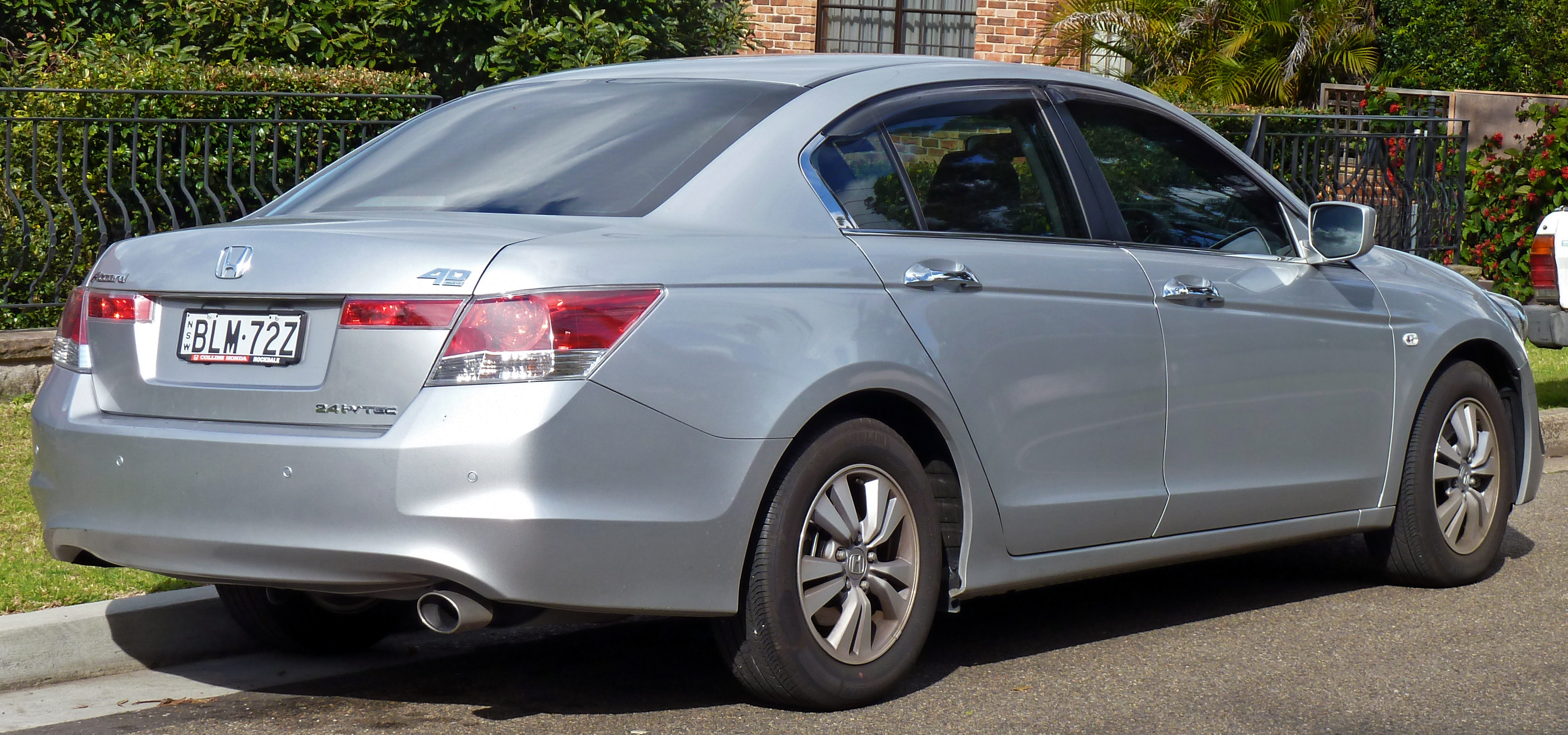

Випускався з 2007 року. Комплектується рядним 4-циліндровим двигуном об'ємом 2.4 л. (200 к.с.) та V-образним 6-циліндровим двигуном об'ємом 3.5 л (280 к.с. при 6 200 об/хв), оснащеним системою i-VTEC. Також двигун оснащений системою управління роботою циліндрів VCM (Variable Cylinder Management), яка працює в трьох режимах, крім роботи всіх шести, можуть працювати тільки три (1,75 л робочого об'єму) або чотири (2,33 л) циліндра. Всі автомобілі оснащуються 5-ступеневою автоматичною коробкою передач і мають привід на передні колеса, так само на автомобілі п'ятого покоління встановлюють привід на всі колеса.
Автомобіль є дещо зміненою версією Honda Accord 8 для ринку США.

### Двигуни
- 3.5 л J35A7 i-VTEC V6

## Шосте покоління (з 2018)

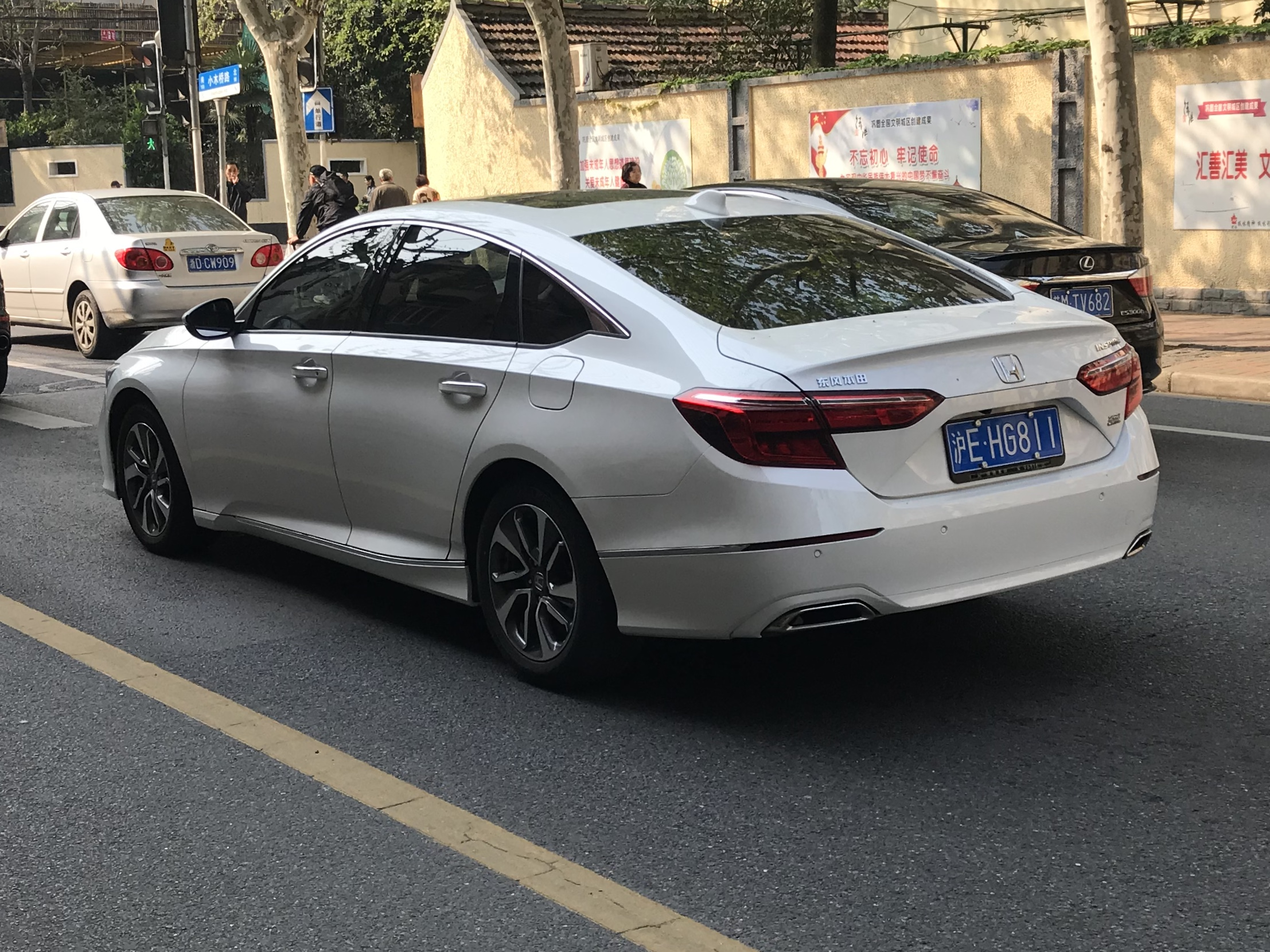
Honda Inspire 6 (з 2018)

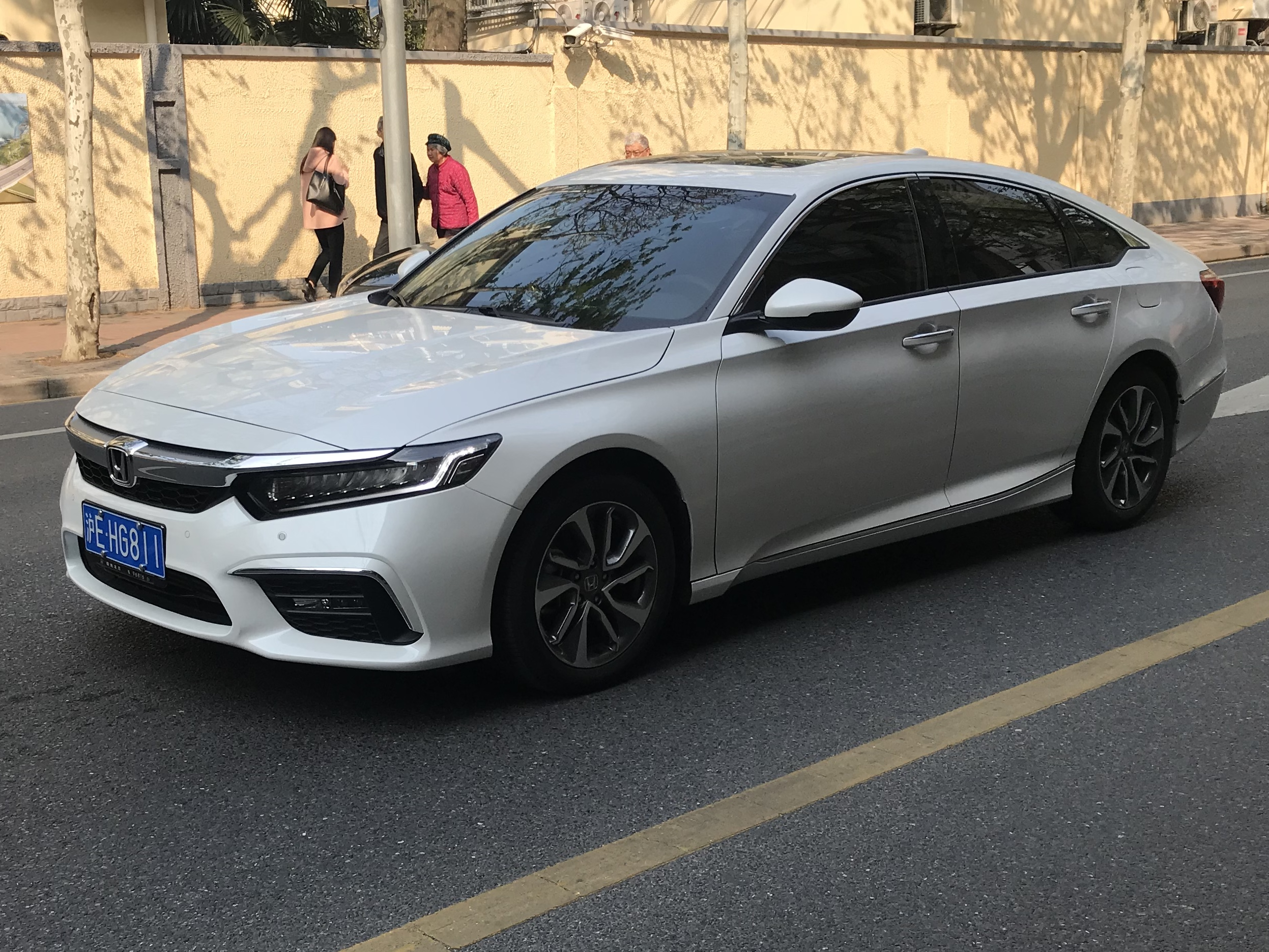

В 2018 році на китайському ринку дебютує Honda Inspire шостого покоління, що розроблене на основі Honda Accord десятого покоління. Автомобіль буде виготовлятись на СП Dongfeng Honda.

### Двигуни
1,5 л L15B7 i-VTEC I4